# Oficinas de la Vasco-Navarra
El edificio de las oficinas de la Vasco-Navarra se encuentra situado en el municipio español de Huelva, en la provincia homónima. Está ubicado en el cruce de las calles Marina y Carmen.

## Características
El edificio se levantó según un proyecto del arquitecto José María Pérez Carasa fechado en 1930. Se trata de un edificio en esquina achaflanada, de cuatro plantas de altura y torreón octogonal. Mientras que la planta baja estaba reservada a su uso comercial, la primera planta iba destinada a acoger oficinas y las restantes plantas eran de uso residencial. En sus orígenes las oficinas estaban destinadas a acoger dependencias de la empresa de seguros «La Vasco-Navarra».